# 水则碑 (宁波)
水则碑，也可称则水碑，是中华人民共和国浙江省宁波市境内的一组河道石碑，位于海曙区镇明路西侧的平桥街口原平桥河中。石碑始建于南宋，曾作为宁波全城水位的标尺，用以判定城内外各碶闸应当如何启闭，碑名也因此而来。水则碑曾数次湮没，1999年考古发掘发现明清两代石碑及碑亭构件若干，为中国首次发现同类遗址。2013年，水则碑作为大运河宁波段的一部分被列入全国重点文物保护单位。

## 历史
南宋淳祐二年（1242年），庆元府发生水灾，知府陈垲曾在城内设置平水尺，以确定何时应当开闸放水。宝祐四年（1256年），吳潛主政庆元，在辖境内修建大西坝、澄浪堰等一大批水利工程，使得当地水利设施日趋完善。开庆元年（1259年），吴潜在庆元府城西南月湖四明桥下首设水则亭，亭中立一名为“水则”的石碑，上书一“平”字，作为全城统一的水位标志。当水平面没过“平”字时，应当开闸放水，低于“平”字时，应当闭闸蓄水。四明桥因此改称平桥，流经的河流也被称为平桥河。吴潜曾作《平桥水则记》，记叙了水则碑的建造目的和原理。明嘉靖十二年（1533年），一块新的水则碑在平桥河树立。次年，宁波知府郑威在水则亭旁建造社学，近百年年后社学倒塌，堵塞河道，将水则碑掩埋。清嘉庆二十四年（1819年），寧紹台道员陈中孚主持疏浚河道时，发现明代的“平”字碑，该碑被树立在原地。道光二十五年（1845年），代理宁波知府杨钜源在视察水利设施时，发现水则碑尚在，而水则亭已经倒塌。次年夏天，慈溪監生潘鋐请求主持修复水则亭获准。不到一个月，新的水则亭和碑落成。若干年后，平桥河再度湮塞，至1999年在整治月湖东岸时，明清两代水则碑经过考古发掘被重新发现。

## 考古发现
1999年，为配合整治月湖东岸，宁波市文物考古研究所对月湖相关文物进行考古发掘，对水则碑的寻找成为此次考古的任务之一。1999年5月18日，考古工作者在事先预判的遗址范围内发现了一条石质莲瓣纹额坊，随后出土带有“以均平水”和“恶盈流谦”字样的额枋及带有题对的立柱。经过一周的考古发掘，该区域出土两块带有“平”字的则水碑及斗栱、吻兽等建筑构件。经过考证，碑亭为四柱亭，单檐歇山顶，台基为南宋台基，呈正方形，边长4.6米。亭面边长2.3米，石柱残高1.63至1.78米，边长0.25米。石碑分别为明嘉靖十二年（1533年）和清道光二十六年（1846年）所立，碑上除“平”字外，还记载了吴潜对水位的测量及采用平桥水位统一城内各处水位的实践。“平”字第一横、第二横和底部对应的黄海高程分别为1.62米、1.36米和1.09米，第二横水位与当下的常年水位1.33米接近。水则亭遗址在中国属首次发现，对于研究中国古代水利有重要价值。

## 保护与展示
1999年完成考古发掘后，水则亭得到复建，两块明清水则碑被重新树立，平桥河水系也被恢复，与月湖相连。2005年3月16日，水则碑被列入第五批浙江省文物保护单位，2013年3月5日作为大运河的一部分被列入第七批全国重点文物保护单位。水则亭台基范围为建筑的保护范围，镇明路、迎凤街及宝奎巷建筑外墙合围的区域为建设控制地带。

## 图片

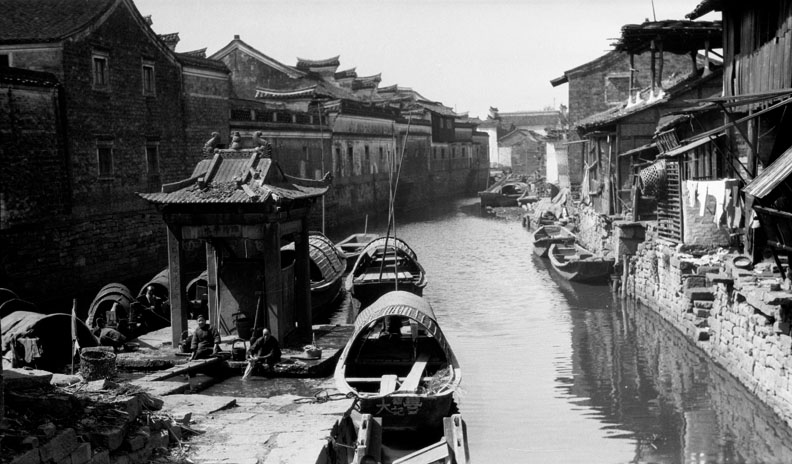
1920年的水则碑及水则亭
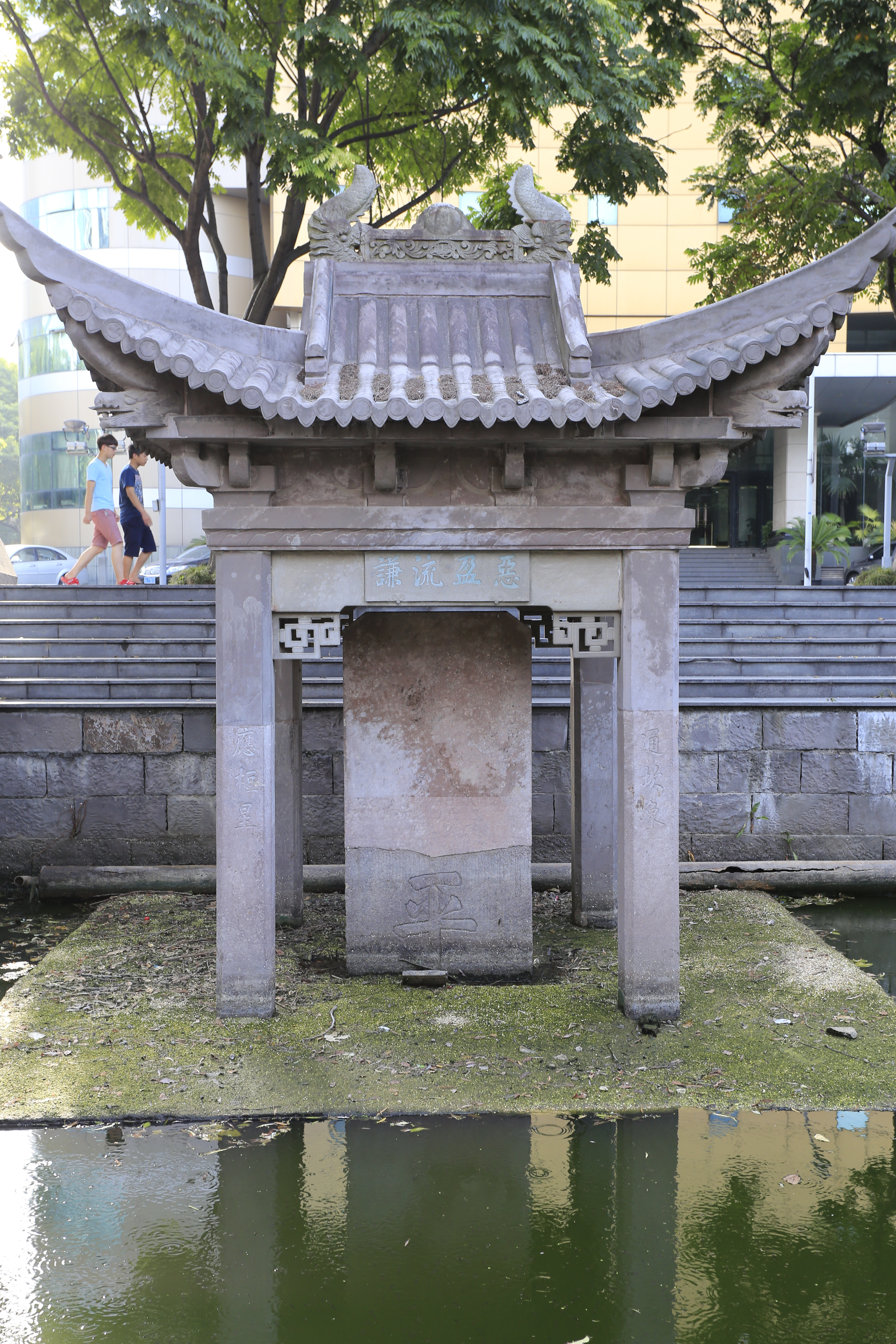
西面明代嘉靖年间立“平”字碑
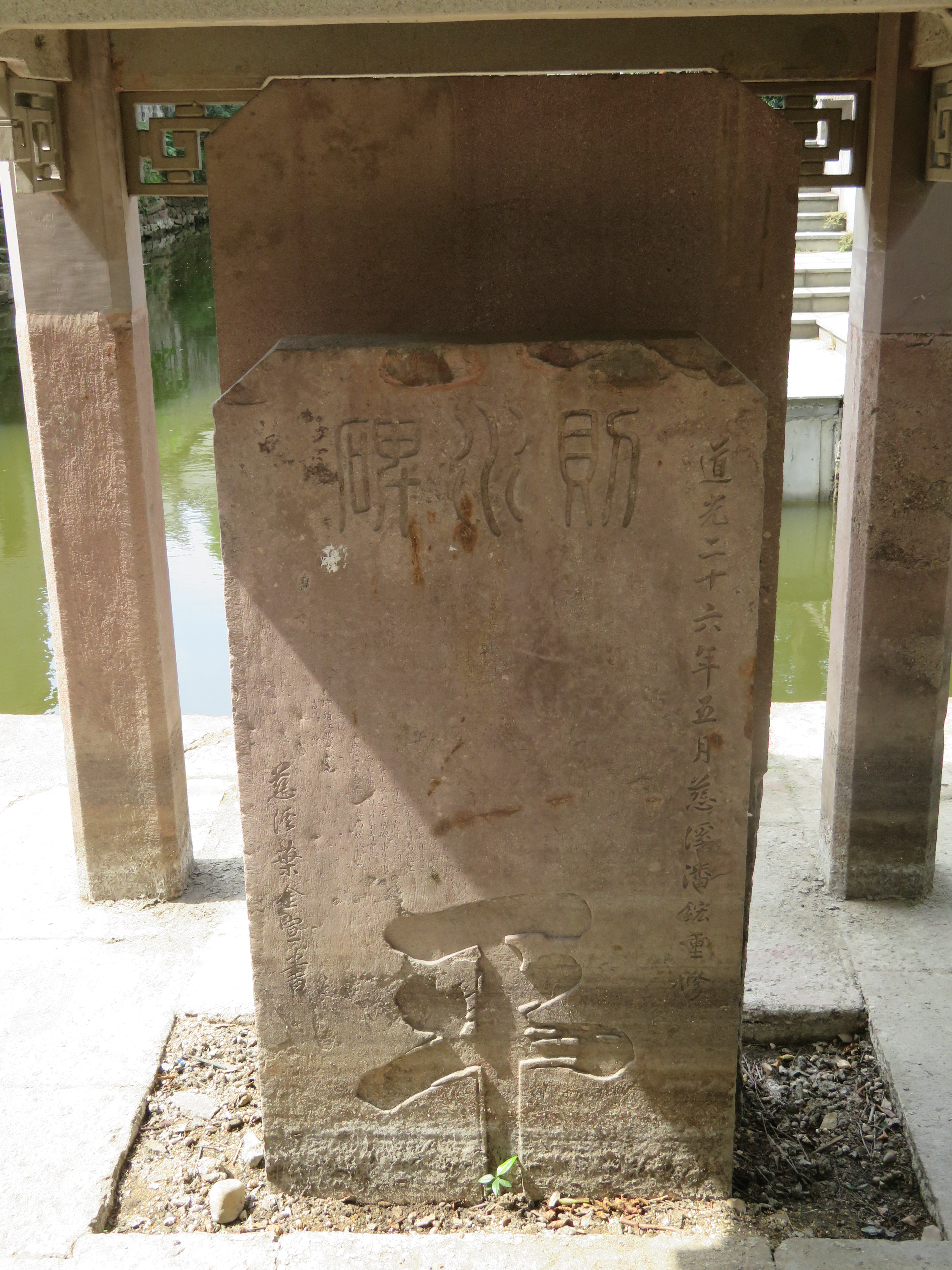
东面清道光年间立的“则水碑”
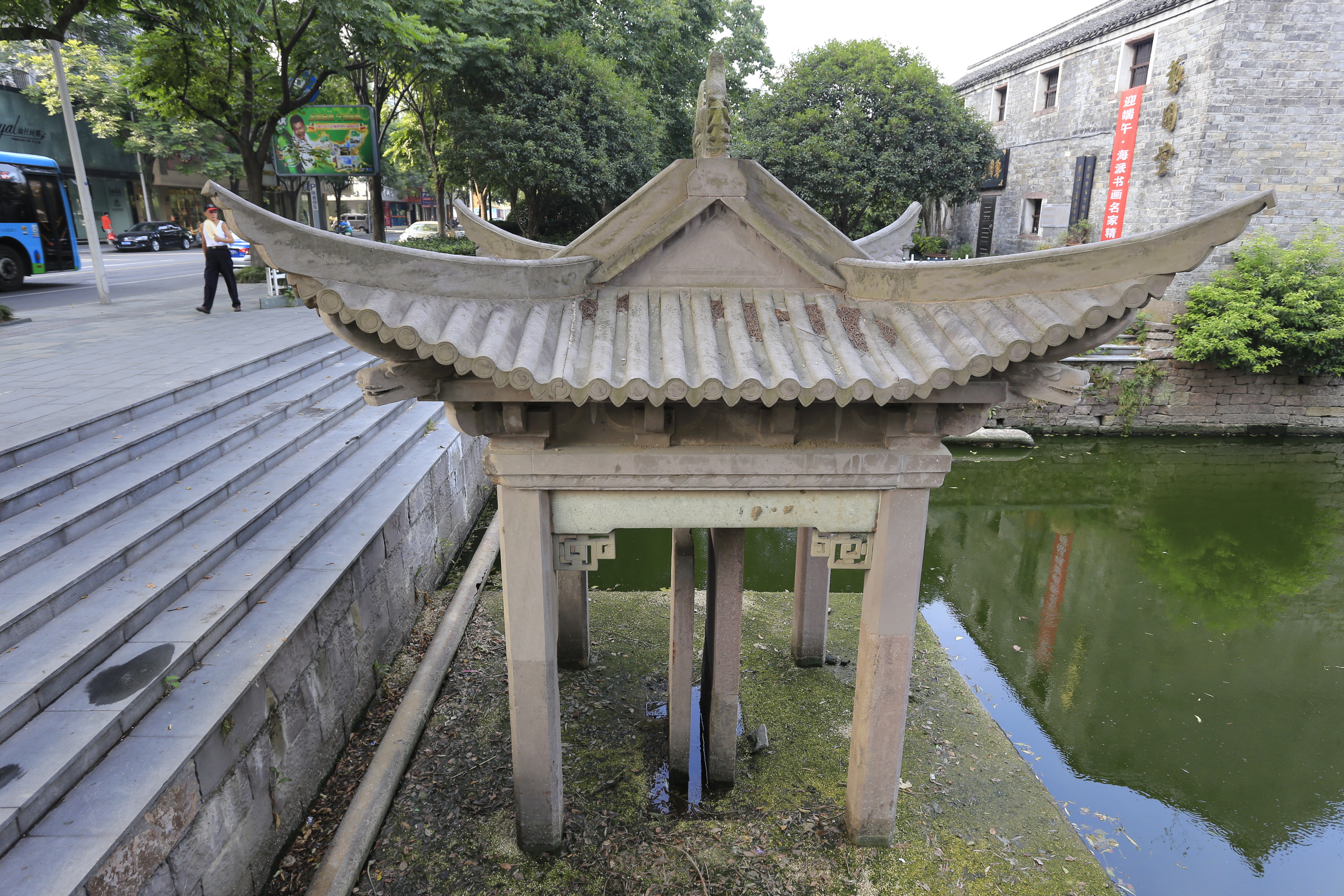
北面，可见两碑并列
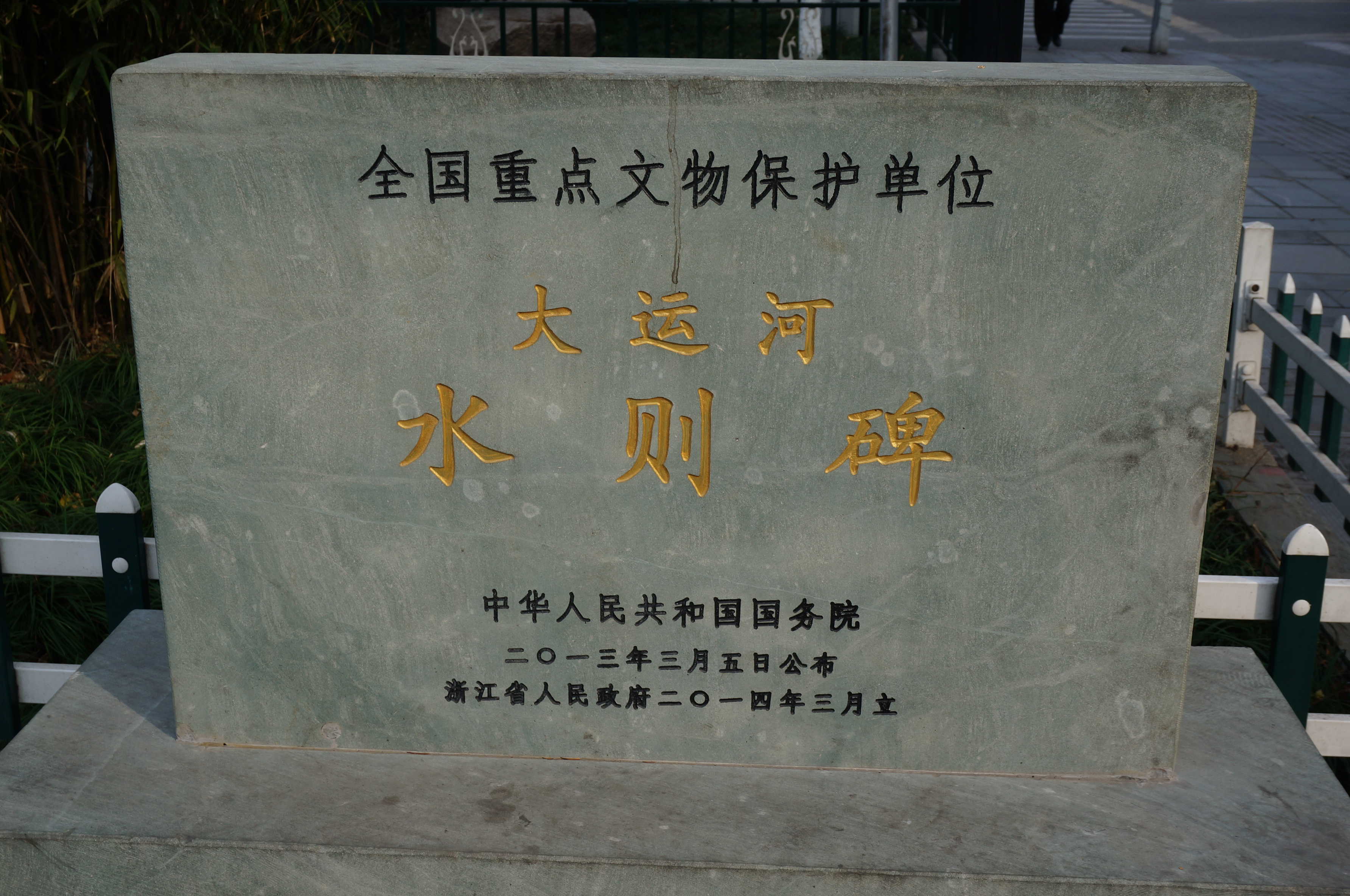
全国重点文物保护标志